# Alma Čaušević
Alma Čaušević, slovenska kulturologinja in antropologinja, * 1983.
Od marca 2018 je izvršna direktorica založbe Beletrina, pred tem pa je od leta 2015 na založbi Beletrina delovala kot pomočnica direktorja za produkcijo. 
Univerzitetna diplomirana kulturologinja in antropologinja je bila tri leta glavna producentka in pomočnica programskega direktorja za produkcijo pri Evropski prestolnici kulture Maribor 2012.
Pred tem je opravljala delo izvršne producentke v Zavodu En-Knap in pomočnice vodje projekta v Študentski založbi, kjer je sodelovala tudi pri organizaciji dogodkov Festivala literature sveta Fabula 2010.  